# Électrophore de Volta

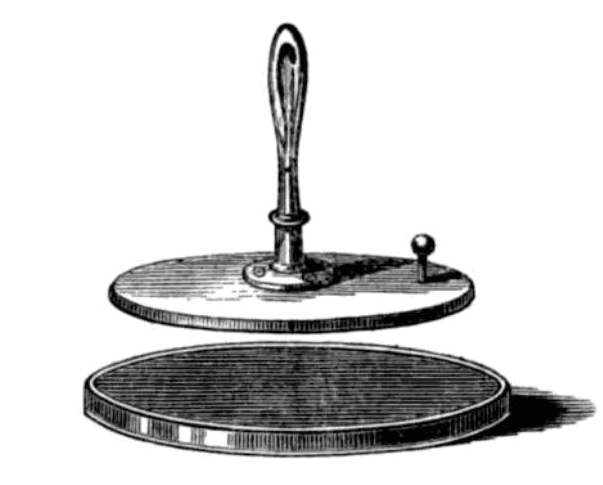
Électrophore des années 1800

Un électrophore, ou électrophore de Volta, est un générateur capacitif utilisé pour produire une charge électrostatique via le processus d'influence électrostatique. Une première version en a été inventée en 1762 par le professeur suédois Johan Carl Wilcke  ,
, 
mais le savant italien Alessandro Volta, qui a amélioré et popularisé le dispositif en 1775, est parfois crédité à tort pour son invention ,
.
Le mot électrophore a été inventé par Volta à partir du grec ήλεκτρον (« Elektron ») et φέρω (« phero »); il signifie « porteur de l'électricité » .

## Description

La charge induite dans la plaque avant la mise à terre

Un électrophore consiste en une plaque diélectrique, laquelle était originellement un « gâteau » de matière résineuse comme de la poix ou de la cire (du plastique est utilisé dans les versions modernes), ainsi qu'une plaque de métal avec un manche isolant.
D'abord, la plaque diélectrique est chargée via l'effet triboélectrique en la frottant avec de la fourrure ou un tissu. Pour cette discussion, imaginez que le diélectrique gagne de la charge négative par frottement, comme dans l'illustration ci-dessous. Ensuite, la plaque métallique est placée sur la plaque diélectrique. Le diélectrique ne transfère pas une fraction importante de sa charge de surface sur le métal parce que le contact microscopique est faible. En revanche, le champ électrostatique du diélectrique chargé fait que les charges de la plaque métallique se séparent. Il développe deux régions de charge : les charges positives de la plaque sont attirées par le côté faisant face vers le bas (vers le diélectrique), le chargeant positivement, tandis que les charges négatives sont repoussées vers le côté vers le haut, le chargeant négativement, alors que la plaque reste électriquement neutre dans son ensemble. Ensuite, le côté face vers le haut est momentanément mis à la terre (ce qui peut être fait par le toucher du doigt), vidangeant la charge négative. Enfin, la plaque de métal, désormais porteuse d'un seul signe de charge (positive dans notre exemple), est levée.
Puisque la charge sur le diélectrique n'est pas épuisée par ce processus, la charge sur la plaque métallique peut être utilisée pour des expériences, par exemple en la mettant en contact avec des conducteurs métalliques permettant à la charge de s'écouler. La plaque de métal non chargée peut donc être remise sur le diélectrique et le processus est répété pour obtenir une autre charge. Cela peut être répété aussi souvent que désiré, donc en principe un nombre illimité de charges induites peut être obtenu à partir d'une seule charge sur le diélectrique. Pour cette raison, Volta l'a appelé elettroforo perpetuo (le porteur d'électricité perpétuel) .
Lors de son utilisation réelle, la charge sur le diélectrique finira (en quelques jours tout au plus) par fuir à travers la surface du gâteau ou par l'atmosphère pour se recombiner avec des charges opposées voisines afin de rétablir la neutralité.
Un des plus importants exemples d'électrophore a été construit en 1777 par le scientifique allemand Georg Christoph Lichtenberg. Il était de 6 pieds (2 m) de diamètre, avec la plaque de métal levée et abaissée à l'aide d'un système de poulies. Il pouvait soi-disant produire des étincelles de 15 pouces (38 cm). Lichtenberg a utilisé ces décharges pour créer les marques arborescentes étranges connues en tant que figures de Lichtenberg.

## Source de la charge
La charge dans l'univers est conservée. L'électrophore sépare simplement les charges positives et négatives. Une charge positive ou négative se retrouve sur la plaque métallique (ou un conducteur de stockage), et la charge opposée est stockée dans un autre objet, après mise à la terre (dans la terre ou la personne touchant la plaque métallique). Cette séparation nécessite un travail, car l'état d'énergie la plus faible implique des objets non chargés. Le travail se fait en soulevant la plaque métallique chargée loin de la plaque résineuse de charge opposée. Cette énergie supplémentaire investie dans le système est convertie en énergie potentielle sous la forme de séparation de charge (charges opposées qui ont été à l'origine sur la plaque), donc soulever la plaque de métal augmente en fait sa tension relative à la plaque diélectrique.
L'électrophore est donc en fait un générateur électrostatique manuel qui utilise le même principe de l'influence électrostatique que les machines électrostatiques telles que la machine de Wimshurst.